# グリーンチャンネル地方競馬中継
グリーンチャンネル地方競馬中継（グリーンチャンネルちほうけいばちゅうけい）は、2012年4月4日からグリーンチャンネルで放送されている地方競馬中継番組である。

## 概要
2011年以前もJBCや南関東のJpnI競走を中心に中継放送していたが、南関東の場合は南関東地方競馬チャンネルのサイマル放送、ほかの競馬場についても場内放送をそのまま中継放送していた。2012年4月からはダートグレード競走を中心に独自制作で中継放送されることになった。
同年10月以降、JRAの即PAT、A-PAT（地方競馬IPAT）で地方競馬の一部の重賞競走も購入できるようになったため、基幹競走となる1着賞金1000万円以上の重賞競走（火～木）も中継する。それにより、ほぼ毎週の放送（概ね水曜日が多い）となっている。2017年4月からは日曜日にも放送されることになった。ただし、日曜日に放送する場合は一部中央競馬中継で放送するレースもあるほか、中央競馬中継の後に流す単独番組は平日版とは異なるキャストで放送している。
また、統一ダートグレード・地方基幹重賞と、ダービーシリーズ、グランダムジャパン、ヤングジョッキーズシリーズのトライアル及び地方競馬開催のファイナルラウンド、レディースジョッキーズシリーズなどのシリーズものが、異なる競馬場で重複して開催される平日版の場合、日中・薄暮開催とナイター開催とで分ける場合はもとより、体裁上連続放送であっても、キャストを途中で一部入れ替える場合があるほか、まれにJRAインターネット投票が基から行われない日の重賞・シリーズ戦があるときに放送された例もあった。
なお、レース映像、実況については場内放送と同じものが使用されている。スカパー!、インターネット中継など標準放送（SD 4:3）で中継されている競馬場でも、場内放送のマスタがハイビジョンに対応している競馬場については、この番組でもハイビジョンで放送されている。
2020年からはCOVID-19の影響でスタジオ出演はMCのみ、もしくはレギュラーコメンテーターの2名のみとなっており、ゲストコメンテーターは別室で出演か電話での出演となっている（日によっては＜特に日曜版において＞、解説者2名のうちスタジオに待機している1名は別室、もう1名はリモートや電話出演というパターンもある）。
本番組においては、ダートグレード競走を含めて重賞レースの格付を表記・呼称することはしていない。
地方競馬であってもばんえい競馬については番組内でばんえい記念等のレース結果紹介はするものの、レース中継は現在まで行われた実績はない。

## 現在の出演者

### 司会

#### 平日版
- 伊藤京子（2020年4月28日 - 2021年8月18日、<産休を挟み>、2022年2月10日 - ）
- 大村麻衣子（2021年7月22日 - ）伊藤が産休に入ったことによりメインMC代行の形でデビューし、その後もレギュラー出演中

#### 日曜版
- 山本潤（2017年4月2日[5] - ）
- 國分ひかり（2025年4月13日 - ）

平日版は大村と伊藤のどちらかが担当。2023年3月までは前述2名に加えて上野優花と駒澤清華がMCを担当していたが、4月以降2名体制に戻った。日曜版は2025年3月まで山本と梅田が隔週を原則として交代で担当していたが、担当できない場合は秋田、大村、伊藤のいずれかが入ることもあった。

### 解説・コメンテーター

#### レギュラーコメンテーター
下記3名は平日版に担当。
- 荘司典子（2016年4月 - ） 2017年3月まではダートグレード開催日を中心に出演、2023年8月1日は、大村麻衣子の代役で急遽司会を担当。
- 赤見千尋（2017年4月 - ） 2018年3月から7月までは産休で出演せず、そのときの代打として秋田奈津子が出演していた。
- 秋田奈津子（コメンテーターとして2018年4月 - 。MCとして2021年6月16日 - 数回）[8]

#### ゲストコメンテーター
※基本的に、下記の人物は「解説」の肩書で出演するが、古谷・辻・斎藤・小山内の4名は日曜版を中心に「ゲストコメンテーター」の肩書で出演する場合もある。吉川・吉羽・渡辺・市川は基本的に南関4場の中継時のみ、 ホッカイドウ競馬のレースを取り扱う回は古谷、ヤングジョッキーズシリーズのレースを取り扱う回は斎藤で基本的にほぼ固定されている。
- 古谷剛彦（競馬評論家）
- 辻三蔵（競馬ライター）
- 斎藤修（競馬ライター　「ハロン」元編集長）
- 小山内完友（日刊競馬）
- 吉川彰彦（日刊競馬）
- 市川俊吾（日刊競馬）2024年3月7日〜
- 吉羽孝（ケイシュウNEWS）
- 渡辺敬一（競馬ブック）

日曜版中心によく出演するコメンテーター
- 松尾康司（岩手競馬情報誌「テシオ」元編集長　岩手競馬を取り上げる回を中心に出演）
- 天童なこ（グラビアアイドル）
- 松中みなみ（タレント）
- 大恵陽子（フリーアナウンサー・競馬ライター=主に高知競馬場のインターネット中継「ヨルノオケイバ」出演がないときに出演）
- 浅野靖典（競馬ライター　元中央競馬中継・WEST=関西版キャスター）
- 井上オークス（競馬ライター）
- 稲富菜穂（タレント）
- 池山心（漫才師）
- 坂田博昭（フリーアナウンサー　元中央競馬全レース中継キャスター）
- 市丸博司（パソコン競馬ライター　佐賀競馬を取り上げる回に出演[9]）
- 今村雅和（佐賀競馬専門誌「通信社」記者。佐賀競馬を取り上げる回に出演）
- 矢野吉彦（フリーアナウンサー、競馬・鉄道ライター）
- 田倉寛史（元・南関東競馬公認予想士、Mr.場立ち）

その他、JpnIに相当する競走（中でもかしわ記念、帝王賞、ジャパンダートダービー→ジャパンダートクラシック、JBC、全日本2歳優駿、東京大賞典）が開催される日には、上記以外から特別ゲストを招く場合がある。

## 過去の出演者

### 司会
- 斎藤ゆき（2012年4月4日 - 2014年3月18日）
- 近藤さや香（2012年4月4日 - 2015年11月3日）
- 伊藤友里（2014年4月2日 - 2017年3月30日）
- 玉木碧（2017年4月19日 - 2020年3月18日）
- 上野優花（2015年11月4日 - 2021年5月12日、<産休を挟み>、2022年1月19日 - 2023年3月16日）
- 駒澤清華（2021年9月8日 - 2023年3月29日）火曜は「ケイバどーも![10]」に出演のため、水曜と木曜を中心に担当していた。
- 梅田陽子（2017年4月9日 - 2025年3月23日）

### コメンテーター（ここ近年において出演機会がない）
- 平松さとし（競馬ライター）
- 古川里絵（ケイシュウNEWS）

## 放送時間

### 平日版
- 中継対象レースの発走予定時刻30～40分前から原則75〜90分程度
  - 昼間開催の場合は中継予定レースの発走予定時刻30～40分前から放送開始するケースが多い。
  - ナイター開催の場合は19:00もしくは19:30から放送開始になるケースが多い

（但しいずれの場合でも、JpnI開催日・スーパージョッキーズトライアル・ヤングジョッキーズシリーズトライアルラウンドなどで2レース以上の複数のレースの中継を予定している場合はさらに放送時間が拡大される）

### 日曜版
- 原則として 17:00 〜 18:30
  - 中央競馬中継の放送が延長される場合（日本ダービー開催日など）は17:30から放送開始となる。
  - 中継レースの発走時間によっては、18:00で放送が終了する場合あり
  - 2021年11月28日はコントレイル、同12月26日にはクロノジェネシス、2022年1月30日はラヴズオンリーユーの引退式を中継した関係で、中央競馬中継を延長したため、コントレイルは17:40、クロノジェネシスは17:30、ラヴズオンリーユーは17:15から開始していずれも18:30までの短縮放送となった。また、2023年2月19日は福永祐一騎手のJRAでの最終騎乗後インタビューとセレモニーを放送したために17:30からの放送となった。なお、同年以降は引退式の中継をJRAの公式YouTubeチャンネルでの配信を優先して、当番組を通常放送する事が増えている[11]。
  - 2024年以降は暑熱対策に伴う薄暮開催の実施により、最終レースが18:25発走に組まれることに伴い、全レース中継が19:30まで延長されるため、期間中の当番組は休止となる。但し、全レース中継内で重賞[12]のみ中継が組まれている。この場合は、全レース中継の日曜後半のキャスターがそのまま担当する[13]。
  - 祝日が月曜と重なり、かつ海の日など、3日間開催にならない場合[14]、あるいは年末年始の週末で中央競馬の開催がない場合でも、地方交流Jpn重賞があるときは平日版に準ずる形で放送する。（脚注詳述）

## その他
- 南関東4競馬場で行われる重賞競走（ダートグレード競走含む）については一部を除き、すべて放送される[15]。
  - ただし、地方競馬IPATで発売されないレース（ダートグレードを除く）（例:東京シンデレラマイル、東京2歳優駿牝馬など）は放送されない。
- 2017年3月までは中継対象の重賞レースのみが中継対象レースであった。日曜版も開始された同年4月以降は、平日版・日曜版双方ともに、一部中継日で2場同時中継時などを除き、中継対象場の重賞レース以外でも、原則として中継時間内の他の全てのレースを放送するようになった。
- 2013年はスーパージョッキーズトライアルのワイルドカード、第1ステージ、第2ステージの競走についても生中継した[16]。
- 2017年開始のヤングジョッキーズシリーズのトライアルラウンド及び地方開催のファイナルラウンドについても生中継される[17]。
- 2023年開始のネクストスターについても生中継される。
- 地方競馬であってもばんえい競馬については放送開始以降生中継が行われたことはない（ばんえい記念など一部レースは結果回顧で放映されたことはある）
- 中継予定のレースが開催中止の場合は、急遽他の開催場で開催しているレースを中継する場合（実例：2020年8月26日放送分で川崎競馬場の中継予定であったが、同日の同競馬がコロナ感染の影響で開催中止になり、同日開催の門別競馬場の中継へ変更された）と当日の放送が急遽中止で別番組へ振替される場合（実例：2024年8月12日放送分で盛岡競馬場のクラスターカップ[18]が中継予定であったが、同日の同競馬が台風の影響で開催中止になり、中継も取りやめになった、2025年3月19日放送分で浦和競馬場のネクストスター東日本[19]が中継予定であったが、同日の同競馬が降雪による馬場コンディション不良の影響で開催中止になり、同様に中継も取りやめになった）の対応にその時々の状況により分かれる。

## 他の地方競馬中継
いずれも2021年7月現在。チャンネルによって有料と無料に分かれる。
- 南関東地方競馬チャンネル（有料放送）
南関東公営競馬（浦和・船橋・大井・川崎）の全日程・全レースを中継。
  - 東京シティ競馬中継（TOKYO MX）
大井競馬開催時のみ南関東地方競馬チャンネルのサイマル放送。
- 地方競馬ナイン（一部無料放送）
ばんえい競馬（帯広）、ホッカイドウ競馬（門別）、名古屋競馬場、高知競馬場の全日程・全レース
園田競馬場、姫路競馬場の一部の開催日
盛岡競馬場、水沢競馬場、笠松競馬場、金沢競馬場、佐賀競馬場の特定日
の競走を中継する。
ばんえい競馬の後半レース、ホッカイドウ競馬の一部重賞競走日以外は、有料放送となる。

## 関連番組
- 地方競馬最前線
- 地・中・海ケイバモード
- アタック!地方競馬
- ダート競馬JAPAN